# Rîsakove, Djankoi
Rîsakove (în ucraineană Рисакове) este un sat în comuna Mîrnivka din raionul Djankoi, Republica Autonomă Crimeea, Ucraina.

## Demografie
Componența lingvistică a localității Rîsakove
     Rusă (50,81%)
     Tătară crimeeană (31,13%)
     Ucraineană (17,68%)
     Alte limbi (0,12%)
Conform recensământului din 2001, majoritatea populației localității Rîsakove era vorbitoare de rusă (50,81%), existând în minoritate și vorbitori de tătară crimeeană (31,13%) și ucraineană (17,68%).